# Josef Marha
Josef Marha (* 2. Juni 1976 in Havlíčkův Brod, Tschechoslowakei) ist ein ehemaliger tschechischer Eishockeyspieler, der im Verlauf seiner aktiven Karriere zwischen 1992 und 2014 unter anderem 159 Spiele für die Colorado Avalanche, Mighty Ducks of Anaheim und Chicago Blackhawks in der National Hockey League (NHL) auf der Position des Center bestritten hat. Darüber hinaus war Marha insgesamt zwölf Spielzeiten für den HC Davos in der Schweizer National League A (NLA) aktiv, mit dem er insgesamt fünfmal Schweizer Meister wurde.

## Karriere
Marha erlernte den Umgang mit Puck und Schläger beim tschechischen Extraligisten HC Dukla Jihlava und bestritt sein erstes Erstliga-Spiel in der Saison 1992/93. Obwohl er beim NHL Entry Draft 1994 von den Nordiques de Québec aus der National Hockey League (NHL) als 35. Spieler in der zweiten Runde und beim CHL Import Draft desselben Jahres von den Guelph Storm als insgesamt 27. Spieler ausgewählt worden war, spielte er noch eine weitere Saison für seinen Heimatklub. Als Rookie erzielte er für die inzwischen nach Colorado umgezogene, und in Colorado Avalanche umbenannten Nordiques in der Saison 1995/96 einen Assist in zwei NHL-Spielen, wurde aber hauptsächlich beim Farmteam, den Cornwall Aces, in der American Hockey League (AHL) eingesetzt. In der folgenden Spielzeit stand er im Kader der Hershey Bears, die die Meisterschaft der AHL, den Calder Cup, gewann. Dabei war Marha mit 16 Assists und 22 Scorerpunkten punktbester Spieler der AHL-Playoffs.

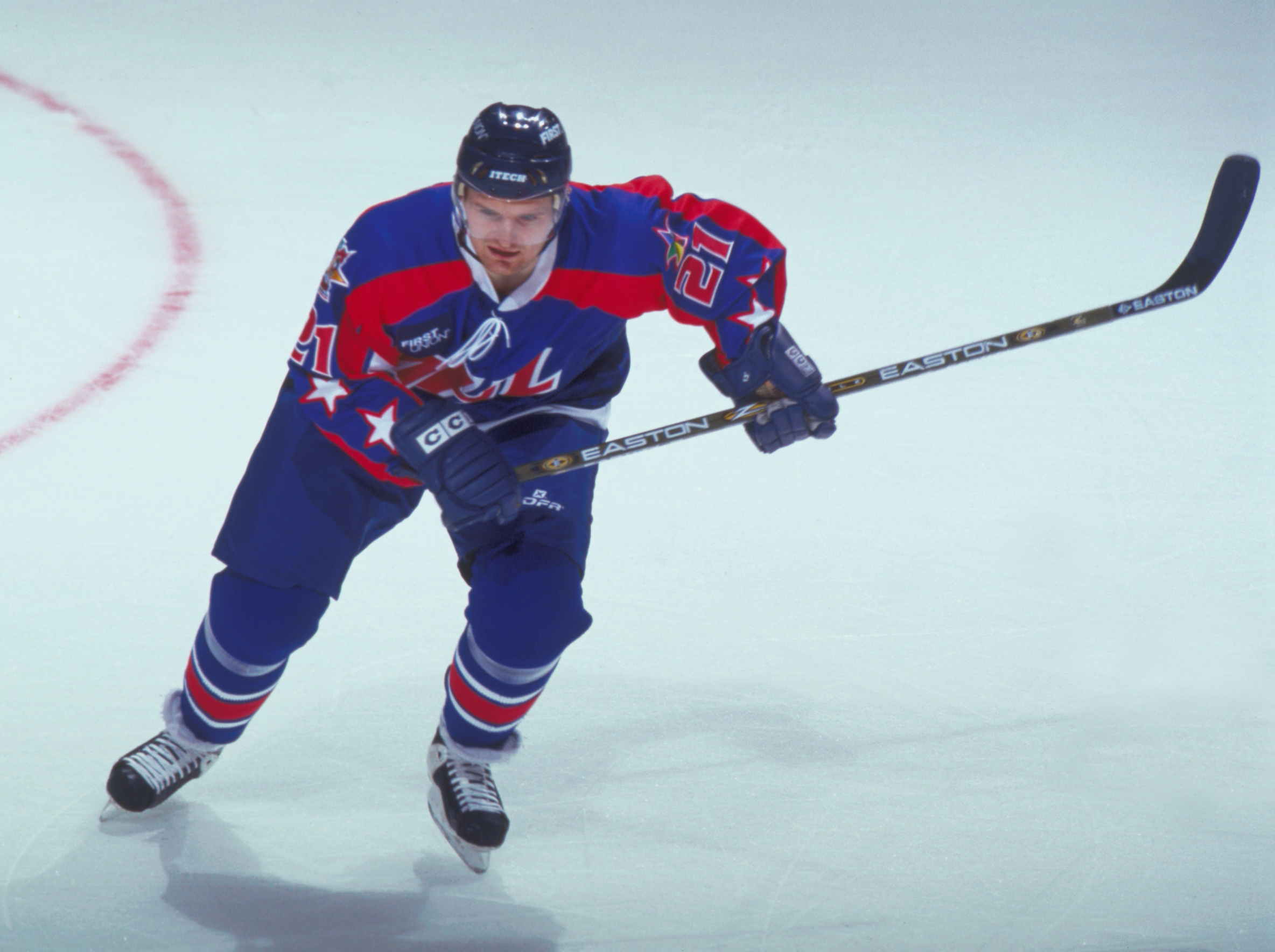
Marha beim AHL All-Star Classic 2001

Im März 1998 wurde der Tscheche zu den Mighty Ducks of Anaheim transferiert, wo er in den verbleibenden zwölf Saisonspielen sieben Tore erzielte und damit bei Trainern und Publikum für Begeisterung sorgte. Nachdem die folgende Saison nicht gut für ihn begonnen hatte, wurde Marha an die Chicago Blackhawks abgegeben, wo er in 22 Spielen sieben Scorerpunkte erreichte. Aber schon im folgenden Jahr verbesserte er sein Spiel sowohl in der Offensive, als auch in der Defensive und absolvierte insgesamt 81 Spiele für die Blackhawks (zehn Tore, 12 Assists). Zu Beginn der folgenden Spielzeit stand er zwar noch im NHL-Kader der Blackhawks, wurde aber nach 15 Spielen zu den Norfolk Admirals in die AHL geschickt, um sein Spiel zu verbessern.
Im Sommer 2001 bekam Josef Marha ein Vertragsangebot des HC Davos, das er aufgrund der Enttäuschung über die vergangene Spielzeit annahm. Gleich in seiner ersten Saison im Trikot des HCD gewann er mit diesem die Schweizer Meisterschaft und bewies schon damals mit sechs Toren und acht Assists in 16 Playoff-Spielen, dass er ein Playoff-Spieler ist. Drei Jahre später, in der Spielzeit 2004/05, stand er an der Seite der NHL-Stars Rick Nash, Niklas Hagman und Joe Thornton wieder im Finale um die NLA-Krone, erzielte zehn Scorerpunkte in 15 Playoff-Spielen und trug damit seinen Teil zum 27. Meistertitel des HCD bei. In der folgenden Saison stand man wieder im Playoff-Finale, scheiterte aber mit 1:4 am HC Lugano. In der Saison 2006/07 wiederholte der HCD den Erfolg von 2005, wobei Marha mehrere spielentscheidende Tore schoss und zum punktbesten Spieler des HCD wurde (acht Tore, sechs Assists). Während der Saison verlängerte er zudem seinen Vertrag beim HCD bis 2010.
Im Frühjahr 2010 entschloss sich Marha zu einer Rückkehr nach Tschechien, revidierte diese Entscheidung jedoch im Laufe des Sommers und unterschrieb im August 2010 einen neuen Vertrag über ein Jahr Laufzeit beim HC Davos. Nach dem Playoff-Aus im März 2013 beendete der Tscheche seine aktive Laufbahn zunächst. Dennoch kehrte er wenig später in seine tschechische Heimat zurück, wo er die seine Karriere beim HC Pardubice und Mountfield HK endgültig ausklingen ließ. Unmittelbar nach seinem Karriereende wurde der 38-Jährige im Jahr 2014 in die Swiss Ice Hockey Hall of Fame aufgenommen.

### International
In seiner Juniorenzeit vertrat Josef Marha sein Heimatland bei internationalen Turnieren, unter anderem nahm er an den Junioren-Weltmeisterschaften der Jahre 1994 und 1995 teil. In der Herren-Auswahl kam er von 2002 bis 2007 zu insgesamt zwölf Länderspieleinsätzen, wurde aber für kein großes Turnier nominiert.

## Erfolge und Auszeichnungen
| - 1997 Calder-Cup-Gewinn mit den Hershey Bears - 1998 Teilnahme am AHL All-Star Classic - 2001 Teilnahme am AHL All-Star Classic - 2001 Spengler-Cup-Gewinn mit dem HC Davos - 2001 Spengler Cup All-Star Team - 2002 Schweizer Meister mit dem HC Davos - 2004 Spengler-Cup-Gewinn mit dem HC Davos - 2005 Schweizer Meister mit dem HC Davos | - 2005 Wertvollster Spieler des Spengler Cups - 2005 Spengler Cup All-Star Team - 2006 Spengler-Cup-Gewinn mit dem HC Davos - 2007 Schweizer Meister mit dem HC Davos - 2009 Schweizer Meister mit dem HC Davos - 2011 Schweizer Meister mit dem HC Davos - 2011 Spengler-Cup-Gewinn mit dem HC Davos - 2014 Aufnahme in die Swiss Ice Hockey Hall of Fame |

### International
- 1994 Bronzemedaille bei der U18-Junioren-Europameisterschaft
- 1994 Zweites All-Star-Team der U18-Junioren-Europameisterschaft

## Karrierestatistik

### International
Vertrat Tschechien bei:
- Junioren-Weltmeisterschaft 1994
- U18-Junioren-Europameisterschaft 1994
- Junioren-Weltmeisterschaft 1995

(Legende zur Spielerstatistik: Sp oder GP = absolvierte Spiele; T oder G = erzielte Tore; V oder A = erzielte Assists; Pkt oder Pts = erzielte Scorerpunkte; SM oder PIM = erhaltene Strafminuten; +/− = Plus/Minus-Bilanz; PP = erzielte Überzahltore; SH = erzielte Unterzahltore; GW = erzielte Siegtore; 1 Play-downs/Relegation; Kursiv: Statistik nicht vollständig)